# Альдераан
Альдераан (англ. Alderaan) — вымышленная планета, фигурирующая во франшизе «Звёздные войны». Изображена как планета, похожая на Землю, с гуманоидными жителями и мирной культурой. Родная планета принцессы Леи Органы, одной из главных героинь киновселенной, а также наёмницы Кары Дюн. В первом фильме франшизы, вышедшем в 1977 году, Альдераан уничтожается имперским супероружием Звезда Смерти.

## История создания и упоминание в медиафраншизе
Ранние наброски сюжета «Звездных войн» содержат упоминания по крайней мере двух планет, которые позже превратились в концепцию Альдераана. Автор «Звездных войн» Джордж Лукас включил планету под названием Альдераан в ранние версии сюжета. В литературном сценарии «Звёздных войнах» (1973) Альдераан — город-планета и столица галактики (позднее планета Корусант, которая появилась в фильмах). Черновой вариант сценария открывается сценой, в которой «жуткая сине-зеленая» планета под названием Aquilae подвергается угрозе со стороны вооруженной космической крепости.
В черновике Лукаса 1975 года, «Adventures of the Starkiller as taken from the Journal of the Whills, Saga I: The Star Wars», планета-столица Альдераан описана как парящий город, «подвешенный в перистых метановых облаках». Планета, описанная в черновом варианте сценария Лукаса как «находящаяся в осаде имперских легионов Альдераана» и позже разрушенная, названа Большая Огана. На концепт-артах, заказанных Лукасом концептуальному иллюстратору Ральфу Маккуорри, изображён дизайн, очень напоминающий Облачный город, показанный в фильме «Империя наносит ответный удар». В третьей версии сценария Лукаса имперский город Альдераан стал родиной Повелителей ситхов, и Дарт Вейдер держал там в заточении принцессу Лею. Лукас продолжал дорабатывать свой сценарий при помощи сценаристов Уилларда Хьюика и Глории Кац, названия планет и персонажей были пересмотрены, а повествование улучшено, и в четвёртом варианте сценария место действия вместо планеты-столицы Империи было перенесено на космическую станцию «Звезда смерти», а мирная планета, разрушенная Империей, получила название Альдераан.
Изображения Альдераана на экране в фильмах «Звездные войны» довольно скудны: далекая планета на мгновение появляется в фильме 1977 года «Новая надежда» перед разрушением, а в фильме 2005 года «Звёздные войны. Эпизод III: Месть ситхов» в небольшой сцене показан город на фоне заснеженного горного ландшафта.

### Фильмы

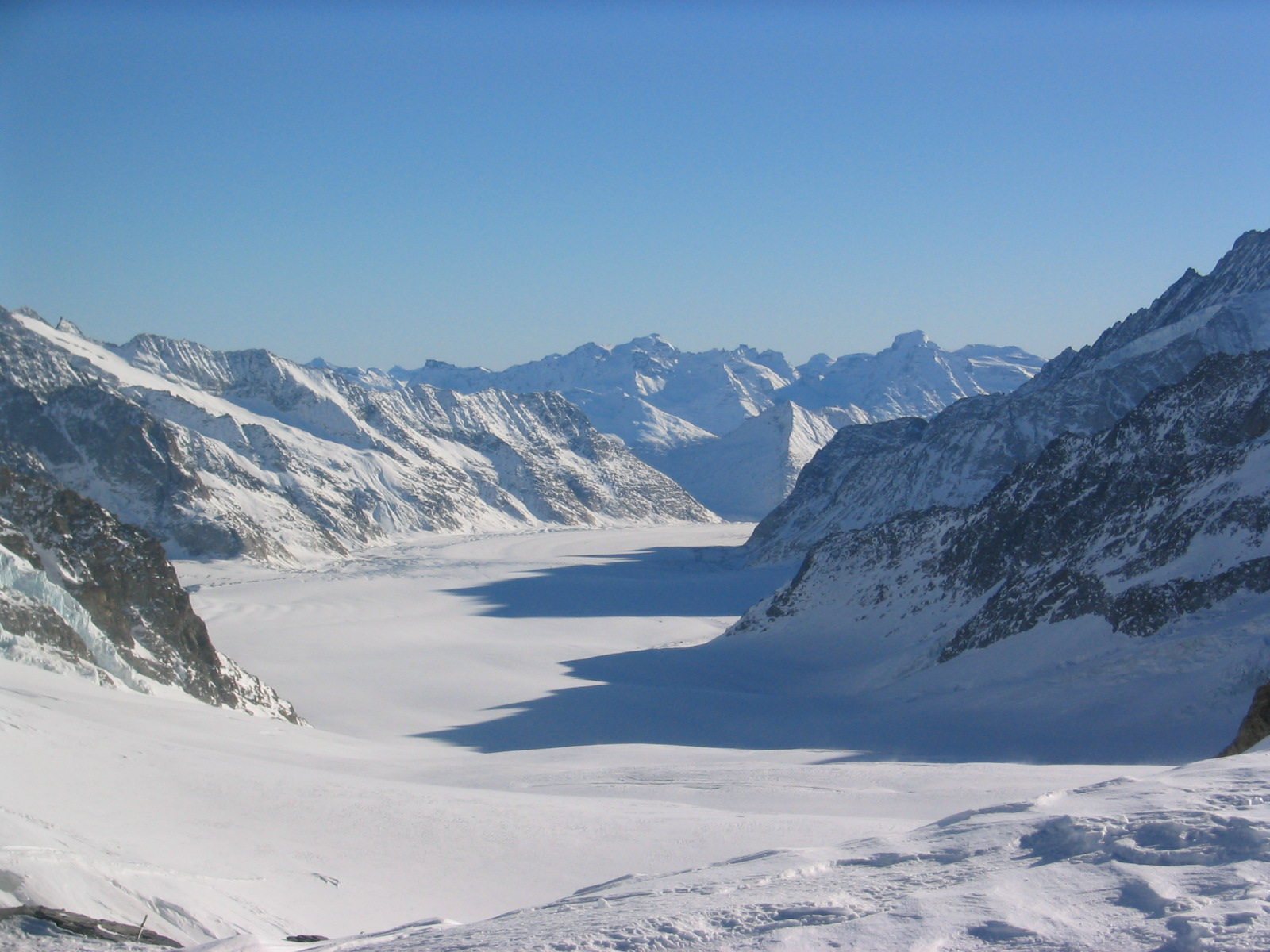
Горный пейзаж в Гриндельвальде, Швейцария, использованный для изображения Альдераана

Впервые Альдераан был показан в 1977 году в фильме «Новая надежда». В открывающей сцене показан захват Галактической Империей небольшого космического корабля Tantive IV с Альдераана,и появляется принцесса Лея Органа из королевского дома Альдераана, роль принцессы играет Кэрри Фишер.
Альдераан появляется в одной из последующих сцен фильма, но на экране он показан только в виде далекого вида из космоса, когда гигантская космическая станция Империи, Звезда Смерти, выходит на орбиту планеты. Командир боевой станции, Гранд-мофф Уилхафф Таркин (Питер Кушинг), приказывает применить по планете супероружие Звезды Смерти, чтобы испытать суперлазер на полную мощность и сообщить всей галактике, что цена любого вида сопротивления — уничтожение. Альдераан мгновенно взрывается. Позже показано, что разрушенная планета превратилась в облако астероидов, когда космический корабль «Тысячелетний сокол» пытается посетить планету.
Из-за разрушения Альдераана планета не была показана в следующих фильмах «Звёздных войн» вплоть до выхода серии приквелов. Впервые с 1977 года планета была показана в фильме 2005 года «Звёздные войны. Эпизод III: Месть ситхов» в короткой сцене в конце фильма. Приёмный отец принцессы Леи, Бейл Органа (Джимми Смитс), пилотирует звездолёт над поверхностью планеты, которая показана как горный, альпийский регион, покрытый снегом. Посадив свой корабль в горной цитадели, он приносит новорожденную принцессу Лею в свой королевский дворец. Фон для этих сцен был создан путем компоновки пейзажных кадров Гриндельвальда в Швейцарии с CGI-изображениями города.
Планета не фигурирует в фильме 2016 года Изгой-один. Звёздные войны: Истории, но персонаж Бейл Органа появляется в нём, заявляя, что он вернется на Альдераан, чтобы дождаться свою дочь Лею, которую привезёт мастер-джедай Оби-Ван Кеноби. Это предваряет события фильма «Звездные войны. Эпизод IV: Новая надежда».

### Телевидение
В эпизоде «Ассасин» мультсериала «Звездные войны: Войны клонов» Асока Тано предчувствует смерть Падме на Альдераане.
Наемница Карасинтия «Кара» Дюн в сериале «Мандалорец», по словам моффа Гидеона, бывший солдат Республики с Альдераана, что она позже подтверждает[9].
Планета появилась в первом и шестом эпизодах сериала «Оби-Ван Кеноби», в сценах, показывающих резиденцию Органы и её окрестности.

### Комиксы
Серия комиксов «Звёздные войны: Принцесса Лея» (2015) рассказывает о принцессе Лее и Эваан Верлейн (женщина-пилот повстанцев, также уроженка Альдераана), спасающих выживших после разрушения Альдераана. В нём также есть краткое воспоминание о детстве Леи на планете и её отношениях с приёмным отцом сенатором Бейлом Органой.
В Star Wars #33 (2017) Лея говорит Люку, что иногда она может видеть Альдераан среди звезд, поскольку с определенных точек зрения в галактике его свет не перестаёт излучаться.

### Книги
В романе Майкла А. Стэкпола 1998 года «Я, джедай» Альдераан фигурирует как убежище каамаси, когда их родной мир Каамас был разрушен Галактической империей.
Альдераан фигурирует в ролевой игре 1991 года «Кладбище Альдераана» (часть Star Wars: The Roleplaying Game). В ней описывается, как после Войн клонов огромная военная машина Альдераана была разобрана, а оружие помещено на борт военного корабля-хранилища под названием «Другой шанс». Корабль был запрограммирован на постоянный прыжок через гиперпространство до тех пор, пока Альдераанский совет не призовет его домой. Билл Славичсек, написавший исходник игры, позже использовал его для своего издания A Guide to the Star Wars Universe.

### Комиксы
В комиксе Dark Horse «Тёмная империя» (1991—1992) Новый Альдераан — это планета-колония Альянса повстанцев, населенная альдераанцами, которые оказались за пределами планеты, когда Альдераан был уничтожен. Там живёт дочь Мон Мотмы.

## Описание

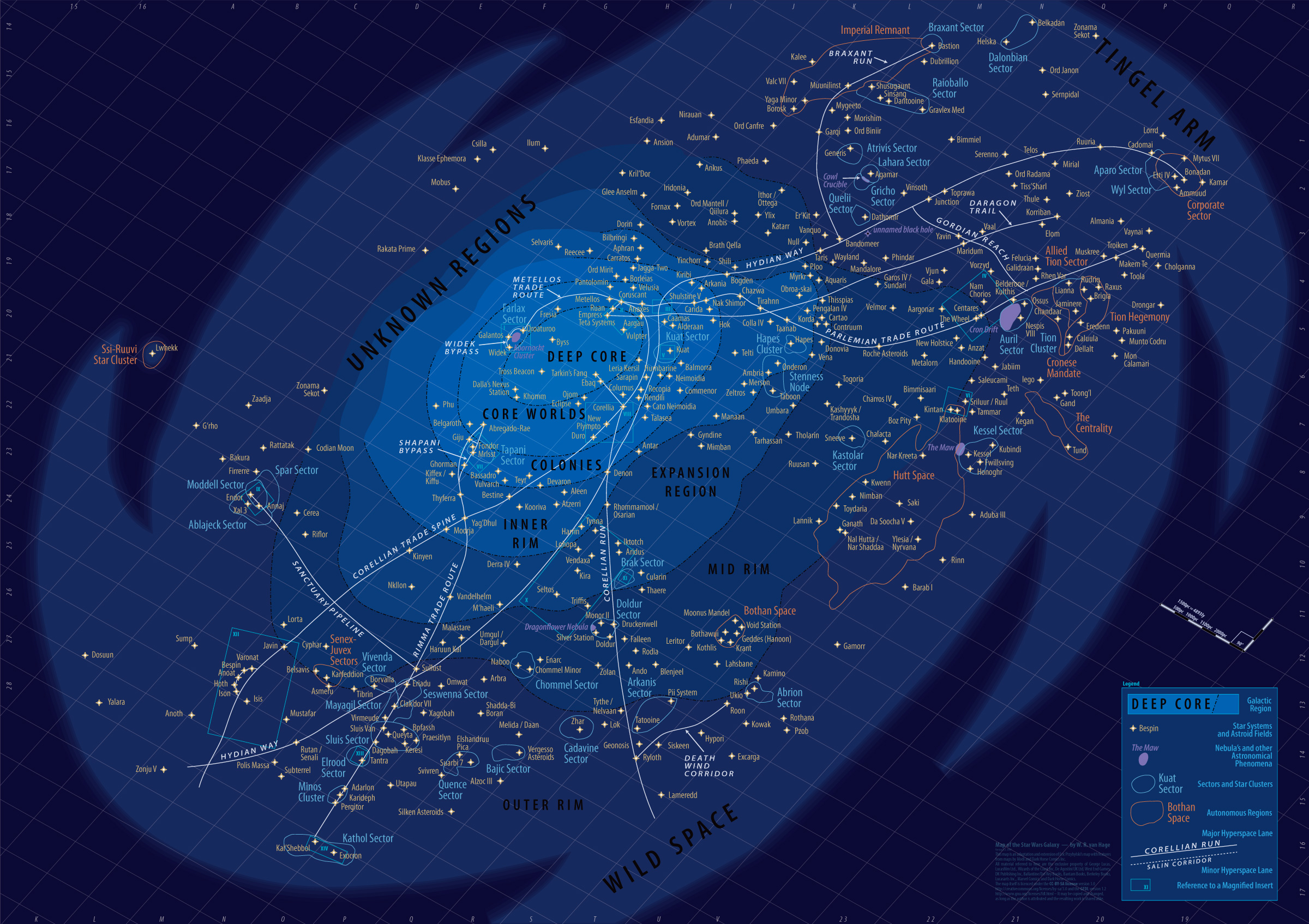
Альдераан (Core Worlds, M12) на карте вымышленной галактики «Звездных войн»

В новеллизации оригинального фильма Алана Дина Фостера 1976 года Альдераан описывается как «маленькая зелёная жемчужина мира». Планета более подробно описана в справочниках по вымышленным местам «Звездных войн». Согласно книге Кевина Дж. Андерсона «The Illustrated Star Wars Universe» и книге Уоллеса, Колинза и Маккинни «Star Wars: The Essential Guide to Planets and Moons», Альдераан покрыт лугами, равнинами, лесами и горными хребтами. На планете нет океана, но есть полузамерзшее полярное море, а также тысячи озёр и рек. Она богата биоразнообразием, населена самыми разнообразными представителями флоры и фауны, такими как нерфа и тронта.
О жизни людей на планете свидетельствует ряд городов, построенных так, чтобы гармонировать с окружающей природой, например, на стенах каньонов, на сваях вдоль береговой линии или под полярными льдами. Столица, Альдера, была построена на небольшом острове в центре кальдеры. Альдераанцы высоко ценят искусство и образование, и придают большое значение своему участию в Галактическом (позже Имперском) Сенате и продвижению мира через демилитаризацию. В основном демократическое общество сформировано как наследственная конституционная монархия, которой правит король или королева Альдераана из королевского дома Антиллесов, а позже, в связи с браком, из дома Органы. Планетарным правительством является Высший совет Альдераана, возглавляемый Первым председателем и Наместником.

## Культурный анализ
Разрушение Альдераана рассматривается как художественное изображение опасности ядерного оружия во время Холодной войны, с другой стороны оно используется в поп-культуре как пример неадекватных политических и военных действий, приводящих к негативным последствиям.